# 2004–2005-ös magyar jégkorongbajnokság
A 68. első osztályú jégkorong bajnokságban hat csapat indult el. A mérkőzéseket 2004. szeptember 26. és 2005. március 21. között rendezték meg. A bajnokságot Borsodi Liga néven rendezték meg.

## Alapszakasz végeredménye
|    | Csapat            | M  | GY | GYH | VH | V | GK    | Pont |
| -- | ----------------- | -- | -- | --- | -- | - | ----- | ---- |
| 1. | Alba Volán-Fevita | 10 | 9  | 0   | 1  | 0 | 65-10 | 28   |
| 2. | DAC-Invitel       | 10 | 7  | 0   | 1  | 2 | 84-20 | 22   |
| 3. | Újpesti TE        | 10 | 5  | 2   | 1  | 2 | 55-23 | 23   |
| 4. | Ferencvárosi TC   | 10 | 4  | 1   | 0  | 5 | 47-40 | 17   |
| 5. | Győri ETO HC      | 10 | 1  | 0   | 0  | 9 | 16–77 | 3    |
| 6. | Miskolci JJSE     | 10 | 1  | 0   | 0  | 9 | 15–95 | 3    |

Az alapszaksz első két helyezettje bejutott a rájátszásba.

## Középszakasz végeredménye
|    | Csapat          | M  | GY | GYH | VH | V  | GK    | Pont |
| -- | --------------- | -- | -- | --- | -- | -- | ----- | ---- |
| 1. | Újpesti TE      | 12 | 10 | 0   | 1  | 1  | 72-19 | 31   |
| 2. | Ferencvárosi TC | 12 | 9  | 1   | 0  | 2  | 70-29 | 29   |
| 3. | Miskolci JJSE   | 12 | 3  | 0   | 0  | 9  | 35-69 | 9    |
| 4. | Győri ETO HC    | 12 | 1  | 0   | 0  | 11 | 24-84 | 3    |

A csapatok az alapszakaszból az egymás elleni eredményeiket magukkal hozták.

A középszaksz első két helyezettje bejutott a rájátszásba.

## Rájátszás
|    | Csapat            | M  | GY | GYH | VH | V | GK    | Pont |
| -- | ----------------- | -- | -- | --- | -- | - | ----- | ---- |
| 1. | Alba Volán-Fevita | 12 | 5  | 2   | 3  | 2 | 39-24 | 22   |
| 2. | DAC-Invitel       | 12 | 5  | 2   | 2  | 3 | 44-32 | 21   |
| 3. | Újpesti TE        | 12 | 3  | 4   | 2  | 3 | 37-36 | 19   |
| 4. | Ferencvárosi TC   | 12 | 2  | 1   | 2  | 7 | 20-49 | 3    |

A csapatok az alapszakaszból az egymás elleni eredményeiket magukkal hozták.
Az első két helyezett csapat a bajnoki döntőbe jutott.
2005. február 14-én a Ferencváros leigazolta Jason Strudwicket és Rob Niedermayert. Ők az első olyan játékosok voltak, akik egy NHL csapatból igazoltak magyar jégkorong csapathoz. Strudwick február 17-én a DAC ellen mutatkozott be. Niedermayernek szemsérülése miatt erre a következő fordulóban lett lehetősége.

## Helyosztók
Döntő: Alba Volán-FeVita - Dunaújvárosi AC-Invitel 4-3 (3-4, 0-6, 3-1, 0-3, 3-2 b., 5-1, 1-0)
Harmadik helyért: Újpesti TE - Ferencvárosi TC 3-2 (4-2, 3-4 b., 4-0, 1-5, 4-2 )
Ötödik helyért: Győri ETO HC- Miskolci JJSE 5-3, 0-3

## Bajnokság végeredménye
1. Alba Volán-FeVita

2. Dunaújvárosi AC-Invitel

3. Újpesti TE Karzol-Trans

4. Ferencvárosi TC

5. Miskolci Jegesmedve JSE

6. Győri ETO HC

## Az Alba Volán-Fevita bajnokcsapata
Becze Zoltán, Borbás Gergely, Borostyán Gergely, Budai Krisztián, Csibi József, Dunai István, Fodor Szabolcs, Grisinkov Alexandr, Gröschl Tamás, Hetényi Zoltán, Holéczy Roger, Kangyal Balázs, Kiss Gábor, Kovács Csaba, Kövér Gábor, Majoross Gergely, Ocskay Gábor, Palkovics Krisztián, Rajz Attila, Karol Rusznyák, Ondrejcik Rastislav, Sille Tamás, Simon Csaba, Svasznek Bence, Szuna Roland, Tőkési Lajos, Pavol Valko, Vaszjunyin Artyom
vezetőedző: Pat Cortina

## A bajnokság különdíjasai
- A legjobb kapus: Budai Krisztián (Alba Volán FeVita)
- A legjobb hátvéd: Tokaji Viktor (DAC-Invitel)
- A legjobb csatár: Ladányi Balázs( DAC-Invitel)
- A legjobb külföldi játékos: Ludomil Ondov (UTE-Karzol Trans)
- A legtechnikásabb játékos (Miklós Kupa): Erdősi Péter (DAC-Invitel)
- A legjobb újonc (Kósa Kupa): Azari Zsolt (DAC-Invitel)
- A legjobb U18 játékos (Leveles Kupa): Hetényi Zoltán (Alba Volán FeVita)
- A legeredményesebb játékos:

## Külső hivatkozások
- a Magyar Jégkorong Szövetség hivatalos honlapja